# The Wire China
The Wire China é uma revista de notícias online semanal fundada pelo ex-correspondente de Xangai do The New York Times, David Barboza. A revista tem como foco os negócios, a economia e as finanças da China.

## História
The Wire China lançou sua primeira edição em abril de 2020. A revista publica de cinco a seis artigos por semana, incluindo uma reportagem de capa com 3.000 a 5.000 palavras, notícias e análises, uma investigação de dados intitulada 'The Big Picture', sessão de perguntas e respostas, e uma seção de opinião. A revista também possui uma coluna regular sobre livros e, ocasionalmente, ensaios mais extensos.
Em 2020, foram publicadas reportagens de capa que investigaram o colapso da Luckin Coffee, denunciantes nas operações da GlaxoSmithKline na China e a aquisição de empresas americanas pela empresa chinesa de aviação Aviation Industry Corporation of China durante a crise financeira global.
O conteúdo da revista está disponível mediante assinatura, com opções de assinaturas mensais e anuais.

## Cobertura
Em 2020, quando o governo chinês tomou medidas para assumir os ativos do bilionário Xiao Jianhua, The Wire China foi o primeiro a relatar que o Tomorrow Group de Xiao Jianhua emitiu um comunicado que foi posteriormente censurado. No comunicado, o Tomorrow Group questionou as decisões de tomada de controle da Comissão Reguladora de Valores Mobiliários da China e da Comissão Reguladora de Bancos e Seguros da China, bem como a avaliação de riscos do governo chinês.
Em setembro de 2020, The Wire China entrevistou Steve Bannon sobre seu relacionamento com o fugitivo chinês Miles Kwok.
Orville Schell, Diretor Arthur Ross do Centro de Relações Estados Unidos-China da Sociedade Asiática em Nova York, escreveu um extenso ensaio intitulado “The Death of Engagement” para o site, elogiado pelo colunista de opinião do The New York Times, Thomas Friedman.
A cobertura da publicação sobre a prática de bilionários chineses usando trusts para ocultar seu dinheiro em Dakota do Sul foi citada em um relatório do Hudson Institute sobre cleptocracia e corrupção estrangeira.
A revista publicou várias matérias sobre semicondutores nas relações entre Estados Unidos e China. Willy Shih, Professor de Prática de Gestão na Harvard Business School, concedeu uma entrevista à publicação sobre os Estados Unidos ficando para trás na tecnologia de semicondutores. Da mesma forma, a revista publicou um artigo sobre como a aprovação regulatória chinesa complicou a aquisição pendente da empresa americana de chips Nvidia da empresa israelense de chips Mellanox Technologies.
Em 30 de maio de 2021, The Wire China publicou um detalhado relatório de denúncia de fraude em valores mobiliários sobre a CLSA e a CEFC China Energy, intitulado "Broken Bonds".